# 바이 더 건
《바이 더 건》(영어: By the Gun)은 미국에서 제작된 제임스 모턴 감독의 2014년 범죄 드라마 영화이다. 벤 반스, 레이턴 미스터, 하비 카이텔 등이 출연하였다.

## 줄거리
지역 마피아 보스 샐 밑에서 일하는 닉은 사촌 에릭이 앨리를 모욕하자 앨리 본인, 그리고 그 아버지인 조직 폭력배 토니에게 사과를 하러 간다. 닉과 앨리는 점차 가까운 사이가 된다.
완전한 조직 신뢰를 얻으려면 첫 살인 의식을 치러야하지만 닉은 표적 앞에서 망설인다. 평소 마피아를 경멸하던 아일랜드계 폭력배인 친구 조지가 나타나 대신 처리하고, 닉은 메이드 맨(made man)이 된다.
조지는 토니에게 거액을 빚진 뒤 토니를 납치한다. 조직 입장을 생각하면 조지를 죽여야 하는 상황이지만 닉은 대신 토니를 죽인다. 토니의 부관 조는 샐에게 허락을 받고 닉의 아버지를 고문하다가 급기야 죽여버리는데...

## 출연
- 벤 반스 - 닉 "니키" 토타노 역
- 레이턴 미스터 - 앨리 마터자노, 토니의 딸 역
- 하비 카이텔 - 샐버토어 "샐" 비타글리아 역
- 케니 워멀드 - 비토 토타노, 닉의 동생
- 폴 벤빅터 - 빈센트 토타노, 닉의 아버지 역
- 리치 코스터 - 토니 마터자노 역
- 토비 존스 - 제리 역
- 슬레인 - 조지 멀린스 역
- 제이 지어노니 - 조 역
- 아먼 가로 - 앤절로 역
- 마이클 예바 - 빅 빅터 역